# マクドノー (DD-351)
マクドノー (USS Macdonough, DD-351) は、アメリカ海軍の駆逐艦。ファラガット級駆逐艦の1隻。艦名はトーマス・マクドノー代将に因む。その名を持つ艦としては3隻目。

## 艦歴
「マクドノー」は1933年5月15日にボストン海軍工廠で起工、1934年8月22日にローズ・シェイラー・マクドノー（マクドノー代将の孫娘）によって命名・進水、1935年3月15日に艦長チャールズ・S・オールデン中佐の指揮下で就役した。
ヨーロッパから南米大陸の西岸におよぶ広範囲な整調巡航に続いて、「マクドノー」は太平洋艦隊に加わり1939年10月12日までカリフォルニア州サンディエゴ沖で活動した。その後新たな母港の真珠湾に移動、第1駆逐戦隊に加わる。1941年12月7日、日本軍による真珠湾攻撃の際には日本軍機一機を撃墜した。続く3ヶ月半、オアフ島南西部での偵察任務に従事する。ニューギニアでのブーゲンビル島、サラマウア、ラエへの攻撃部隊を支援し、その後真珠湾に戻り西海岸からの船団護衛に従事する。
「マクドノー」は西太平洋に戻り、ガダルカナル島侵攻の準備を行った。航空母艦「サラトガ (USS Saratoga, CV-3) 」の護衛として行動し、1942年8月7日にはガダルカナル島、ツラギへの上陸支援を行う。8月31日には潜水艦「伊26」が「マクドノー」のすぐ横にいたにもかかわらず雷撃を許し、「サラトガ」が大破した。「マクドノー」は駆逐艦「フェルプス(USS Phelps, DD-360) 」と「モンセン(USS Monssen, DD-436) 」と共に「伊26」へ向け爆雷攻撃を行ったが、損害を与えることはできなかった。その後も同海域に留まり、第一次ソロモン海戦に参加、サボ島への上陸に際しては対空および海上での護衛任務に従事した。9月末にはニューギニア島、エスピリトゥサント島、真珠湾との間で護衛任務を行い、12月22日にオーバーホールのためメア・アイランド海軍造船所に入渠した。
次に「マクドノー」はアリューシャン列島のアッツ島に対する攻撃および占領のため北方へ向けて出航した。アラスカ州エイダックには1943年4月16日到着し、攻撃当日までアッツ島北東部の哨戒を行う。5月10日、荒天の中攻撃輸送艦の護衛として航行中に、「マクドノー」は駆逐艦「シカード(USS Sicard, DM-21) 」と衝突事故を起こし、やむを得ず牽引されて後退した。「マクドノー」は9月23日までメア・アイランド海軍造船所で修理を受け、その後ギルバート諸島へ向けての準備を行った。11月20日にマキン島侵攻作戦に参加、上陸用舟艇の指揮艦となり、上陸の完了後はラグーンから日本軍施設に対する砲撃を行った。11月23日にマキン島の占領が完了し、真珠湾に帰還した。
1944年1月、「マクドノー」は北部攻撃部隊に加わりマーシャル諸島攻撃に参加し、初期輸送グループの第一戦闘指揮艦としてクェゼリン環礁沖合で作戦活動に従事した。1月29日にウォッジェ環礁に移動し艦砲射撃部隊に加わる。1月31日にクェゼリン環礁に戻り、ロイ＝ナムル島の占領に参加した。その後はレーダーピケット艦としての任務に従事し、続いてエニウェトク環礁に移動した。
2月16日、クェゼリン北西沖で浮上航走中の潜水艦「呂40」を哨戒機が発見。17時42分、その掃討のためにやってきた駆逐艦「フェルプス」が1,600mの距離で潜航中の「呂40」をソナー探知。「フェルプス」は爆雷13発を投下した。まもなく、「マクドノー」と掃海艇「セージ(USS Sage, AM-111) 」が合流して爆雷攻撃に参加し、「呂40」を撃沈した。
2月21日および22日に「マクドノー」はエニウェトク環礁のパリー島にある日本軍の拠点に対して艦砲射撃を行った。その一ヶ月後にはパラオの攻撃に向かう第58任務部隊の空母群に対する護衛任務に従事する。その後4月21日までホーランディア、ニューギニアに対する砲撃を行い、上陸部隊を支援した。4月末には東方へ向けて移動し、トラック島南方でのレーダーピケット任務に就く。この任務の間にマクドノーは軽空母「モンテレー (USS Monterey, CVL-26) 、駆逐艦「ステフェン・ポッター (USS Stephen Potter, DD-538) 」と共に4月30日、潜水艦「呂45」を撃沈した。
5月4日、「マクドノー」はマジュロ環礁に到着、マリアナ諸島侵攻部隊に合流した。6月6日にマーシャル諸島を出航し、高速空母部隊と共にサイパン侵攻作戦に参加する。「マクドノー」は護衛およびレーダーピケット任務に従事し、サイパン島西部の日本軍施設に対する艦砲射撃グループに加わり砲撃を行った。6月19日・20日のマリアナ沖海戦では、哨戒を行う敵機数機に対して砲撃を行った。グアムへの移動を命じられ、「マクドノー」は水中爆破部隊の支援を担当、島の防衛隊を引き上げさせるための攪乱射撃を行った。7月21日には攻撃用舟艇を敵潜水艦から守るためグアム島沖で哨戒を行った。任務は8月10日にハワイに向けて出航するまで続けられた。
真珠湾での短期間の停泊後、「マクドノー」はアドミラルティ諸島に向けて出発した。9月15日にマヌス島に到着し、護衛任務を開始した。10月14日、兵員輸送船と共にレイテ島に向かい、10月24日・25日のレイテ沖海戦まで同島に留まった。その後11月3日にレイテ島に向かう別の船団を護衛するためマヌス島に戻り、フィリピン海域に戻るとレイテ湾およびスリガオ海峡南方を哨戒した。翌月は船団護衛任務を再開し、ウルシー環礁沖で活動、艦隊給油艦がフィリピン、台湾および南シナ海で行う給油を護衛した。1945年1月に「マクドノー」はピュージェット・サウンド海軍造船所に向かい、3ヶ月間のオーバーホールが行われた。作業が完了してウルシー環礁に戻ると、同環礁沖でのレーダーピケット任務を命じられ、7月5日に船団護衛任務に復帰した。その後は終戦までウルシー環礁と沖縄間の連合軍艦艇に対する護衛を行った。
終戦時「マクドノー」はグアムに停泊していたが、本国への帰還を命じられた。9月3日にサンディエゴに到着し、翌週ニューヨーク海軍工廠に入渠し10月22日に退役した。1946年12月20日にニューヨーク州ブルックリンのジョージ・H・ナットマン社に売却された。
「マクドノー」は第二次世界大戦の戦功で13個の従軍星章を受章した。